# Slotlaan (stacja metra)
Slotlaan – stacja metra w Rotterdamie, położona na linii C (czerwonej). Została otwarta 26 maja 1994. Stacja znajduje się w Capelle aan den IJssel.